# Yate
yate (англ. Yet Another Telephony Engine — букв. ещё одна телефонная система) — свободная и бесплатная кроссплатформенная программная VoIP-система, предназначенная для создания телефонных IP-АТС с широкими возможностями.
Yate поддерживает основные протоколы IP-телефонии, такие как SIP, H.323 и IAX, а также передача медиа-данных по протоколам RTP/RTCP посредством G.711 или с кодированием различными кодеками — GSM 06.10, iLBC, Speex, AMR-NB. Приём и передача факсов методами G.711-inband (A-law или mu-law) и T.38. Для работы с текстовыми сообщениями существует поддержка SIMPLE и протокола XMPP (Jabber), а также его расширения, Jingle.
Дистрибутивы Yate включают серверную и клиентскую часть, именно потому можно говорить, о полноценной системе VoIP.
Серверная часть yate представляет собой сервер IP-телефонии, с поддержкой стандартных функций, таких как регистрация оконечных терминалов, обработка и маршрутизация вызовов, взаимодействие с VoIP-шлюзами. В то же время на сервере могут реализовываться дополнительные услуги, такие как IVR, call-центр, карточная телефония. Сервер также является Jabber-сервером, который может быть связан с другими серверами для обмена текстовыми сообщениями, в частности с Google Talk. Также есть возможность использовать для сервера модули, значительно расширяющие функциональность как с точки зрения телефонных возможностей и стандартов (например MGCP, ISDN, SIGTRAN и ISUP), так и с точки зрения интеграции с различными системами, например биллингом, в частности поддержка CDR и RADIUS.
Конфигурация сервера yate выполняется посредством файлов которые имеют структуру INI-файлов. Существует стороннее решение, freesentral, которое позволяет организовать простой веб-интерфейс управления системой.
Клиентское приложение YateClient для конечных пользователей имеет простой графический интерфейс, это классический программный телефон (софтфон) с поддержкой обмена текстовыми сообщениями по протоколу XMPP.
Сервер и клиент yate могут работать под управлением операционных систем Windows, Linux (Mandriva, Ubuntu и др.), Mac OS. YateClient, кроме всего прочего, также доступен для FreeBSD.
Исходный код Yate написан на C++, распространяется по лицензии GPLv2. Проект развивается с 2004 года румынскими разработчиками из компании Null Team. Последняя версия Yate (6.4.0) вышла в августе 2021 года.